# Лобково (Можайский район)
Лобково — деревня в Можайском районе Московской области, в составе сельского поселения Замошинское. На 2010 год, по данным Всероссийской переписи 2010 года, постоянного населения не зафиксировано. До 2006 года Лобково входило в состав Семёновского сельского округа.
Деревня расположена на западе района примерно в 33 км к юго-западу от Уваровки, у границы с Калужской областью, на левом берегу реки Лопать (левом притоке реки Большой Шани), высота над уровнем моря 233 м. Ближайшие населённые пункты — Кусково на севере и Люльки на северо-востоке.